# Amphibolus weglarskae
Amphibolus weglarskae är en djurart som tillhör fylumet trögkrypare, och som först beskrevs av Hieronymus Dastych 1972.  Amphibolus weglarskae ingår i släktet Amphibolus och familjen Eohypsibiidae. Inga underarter finns listade i Catalogue of Life.